# Sant Romà de Joanetes
Sant Romà de Joanetes és una església romànica de la Vall d'en Bas (Garrotxa) protegida com a bé cultural d'interès local.

## Descripció
És un temple romànic modificat. De l'estructura primitiva només es queda una nau amb volta de canó però degut a les ampliacions, ha arribat als nostres dies amb planta basilical. A la façana principal hi ha uns afegits del segle xviii que es diferencien clarament dels romànics. Resten a l'església 3 peces romàniques importants: dos permòdols amb forma de cap d'home i d'una fera i una pica baptismal. Hi ha una llinda de pedra que dona a la sagristia, amb un relleu en forma d'estrella de 8 puntes datada al 1737.

## Història
Aquesta gran església està situada sota els cingles del Puigsacalm. La construcció original és del primer romànic, feta amb materials més rudimentaris i que foren substituïts per les restes romàniques que es conservaren, que es poden datar del segle xii. Sembla que fou restaurada l'any 1737, si bé hi ha peces, com a l'entrada, que són d'altres edificacions. El campanar, més modern, va ser acabat el 1910.